# ElfQuest
ElfQuest (рус. Путь Эльфа) — цикл комиксов, придуманный супружеской парой американских художников Ричардом и Венди Пини и выпускавшийся с 1978 года. Основывается на фэнтезийной истории о племени эльфов и множестве других фантастических созданий, борющихся за выживание на примитивной планете, похожей на Землю и называемой авторами «Миром Двух Лун» (World of Two Moons) или «Обиталищем» (Abode). Также были опубликованы несколько новелл. Годами авторы выпускали серию абсолютно самостоятельно, затем права на публикацию нескольких частей купила компания Marvel Comics, после Венди и Ричард Пини вернулись к самиздату, основав собственную компанию Warp Graphics, а более поздними изданиями занималась уже компания DC Comics. С 2014 года продолжение саги публицируется компанией Dark Horse.
Сага переведена на другие языки, несколько раз переиздавалась, в настоящее время готовится к созданию полнометражный анимационный фильм по вселенной ElfQuest, Warner Bros. подписала контракт с Лоренцо ди Бонавентура в качестве продюсера (объявление на официальном сайте за 7 февраля 2011).

## Русское издание: Книга Первая — Fire & Flight
История начинается на неизвестной планете, называемой Миром Двух Лун, которая очень похожа на современную Землю природой, но люди на ней находятся на одном из ранних этапов развития (наподобие начала каменного века).
С небес спустился прекрасный За́мок, из которого вышли эльфы. Эльфы отличались от людей во многом: тонкие и изящные, они имели острые уши и по четыре пальца на каждой руке, были окружены неизвестными существами. Подобная непохожесть испугала «полулюдей-полузверей», и они набросились на пришельцев. Многих эльфов убили, некоторые успели скрыться в лесах. С того дня война эльфов и людей не прекращалась. Впоследствии первые эльфы этого мира были названы Высшие (The High Ones). За годы, прошедшие с момента пришествия, эльфы изменились: они стали ниже ростом (не выше человеческого ребёнка), сильнее физически, приспособились к жизни в лесах и стали открыто ненавидеть людей.
Повествование начинается с момента спасения Рыжего Дротика — эльфа из племени Волчьих Всадников. Во время спасения Рыжего Дротика Рубака, вождь Лесных Всадников, убил одного из людей, и за это шаман человеческого племени, поклоняющегося божеству Готаре, поджёг леса. С этого момента началась история Эльфийских Поисков — Сага о Поиске Дома.
Главы Книги Первой
1. Изгнание огнём (Оригинальное название: «Огонь и Бегство», «Fire & Flight»)
2. Оазис в пустыне (Оригинальное название: «Нападение на Конец Горестей»)
3. Состязание
4. Песнь волков
5. Тайное имя (Оригинальное название: «Зов Солнца»)

## Расы и племена Мира Двух Лун (по оригинальной Саге)

### Эльфы
Волчьи Всадники (Wolfriders — также Лесные Всадники)
Племя эльфов, живущих в лесу. В отличие от других племён, являются прямыми потомками Высших. Однако в их жилах также течёт волчья кровь, и поэтому они смертны. Также благодаря своим генам Всадники имеют свободный и немного дикий нрав, ярче всего проявляющийся в характере их вождей.
Лесные Всадники обладают даром «вещания». Ввиду того, что долгое время пристанищем Лесных Эльфов был лес, некоторые особо одарённые магической силой эльфы племени являются «Древотворами» (англ. Treeshapers) — обладателями магической способности воздействовать на растения так, чтобы они изменяли форму ствола и веток, а также чтобы они росли быстрее. Во времена жизни в Роще (Holt) умение Древотворов использовалось, чтобы создавать в стволах деревьев полости таких размеров, в которых эльфы могли жить целыми семьями. Они очень дружны с волками, и каждый Лесной Всадник имеет друга-волка, на котором он может ездить верхом. Лесные Всадники имеют «имя души».
Солнечный Народ (Sunfolk)
Когда-то давно они также были изгнаны людьми и, перейдя пустыню, поселились в найденном ими оазисе, назвав его Конец Горестей (Sorrow’s End). В отличие от Волчьих Всадников, Солнечные живут при свете дня, приспособившись к жаркому климату, и посему внешне отличаются от других эльфов тёмной кожей. Это очень миролюбивое племя, живущее в основном земледелием и уделяющее много времени наукам и искусствам. Солнечные Эльфы бессмертны и не имеют «имени души».
Парящие (Gliders)
Община эльфов, живущих в глубине Синей Горы (Blue Mountain). Они чистокровные эльфы и обладают многими из способностей Высших (большинство из которых по прошествии времён были почти полностью утрачены другими племенами), прежде всего поддерживая дар левитирования. Парящие летают на огромных птицах так же, как Волчьи Всадники перемещаются на волках. Они бессмертны и у них нет «имени души». Будучи чистокровными эльфами, они могут изменять форму любых предметов (в отличие от Лесных Всадников, способных изменять форму только у деревьев), вплоть до изменения формы своего тела. В отличие от всех других эльфийских племён, благосклонно относятся к людям и покровительствуют им. Местные человеческие племена в свою очередь поклоняются эльфам, считая «Птичьих Духов» добрыми божествами.
Вернувшиеся (Go-Backs)
Племя эльфов, которые когда-то в далёком прошлом отделились от Волчьих Всадников. В их жилах больше нет волчьей крови, они бессмертны и не имеют «имени души». Они почти не используют магию и считают её бесполезной. Вернувшиеся посвятили себя идее вернуть эльфам Дворец Высших, захваченный троллями Мёрзлых Гор. Из-за малой численности племени и суровых условий жизни в горах Вернувшиеся установили новый Путь для своего племени — жить и не оглядываться. Они стали хладнокровными и жёсткими, позволяя себе смягчиться только во время ритуальных танцев, знаменующих победу, добычу или смерть.

### Тролли
Высшие, путешествуя по многим мирам, нашли в одном из них небольших обезьяноподобных существ, из которых вывели расу разумных созданий Троллей, обучив их различным ремёслам и наукам. Но после прибытия в мир Двух Лун предки троллей предали своих создателей и бросили их в новом враждебном мире.
Тролли живут под землёй, обладают необычайно вредным и грубым характером и больше всего на свете любят золото и драгоценности, в добыче и обработке которых стали мастерами. Со времён прибытия эльфы и тролли продолжали вражду. Однако Волчьи Всадники, благодаря Медвежьему Когтю, смогли уговорить племя троллей под предводительством Серой Шкуры (Greymung) обменивать украшения и оружие на мясо и кожи.
Тролли низкого роста (ниже эльфов), коренасты, очень широки в кости и имеют зелёный цвет кожи. Волосаты и покрыты бородавками.

### Хранители (Preservers)
Небольшие создания с крыльями, сродни насекомым. Хранители бесполы и не могут размножаться, но поскольку они бессмертны и их почти невозможно ранить, их число практически не изменилось с тех пор, как они прибыли в Мир Двух Лун вместе с Высшими. Хранители умеют плести коконы из паутины (wrapstuff), что позволяют существам, находящимся внутри, оставаться живыми бесконечно долгое время, пребывая в глубоком сне. Благодаря своим маленьким друзьям, Высшие могли сохранять своё тело бесконечно долго, освобождая свой разум для путешествий.

## Главные Персонажи
Список основан на Оригинальных Поисках, опубликованных издательством Warp Graphics в период с 1978 по 1984 год (4 книги). Последующие издания содержали многочисленных дополнительных персонажей: около 650 были упомянуты хотя бы единожды.
Рубака (Cutter)
Одиннадцатый вождь племени Волчьих Всадников, часто называемый Кровь Десяти Вождей (Blood of Ten Chiefs). Сын Листика (Joyleaf) и Медвежьего Когтя (Bearclaw); спутник жизни Литы, отец Солнечного Луча (Suntop) и Искры (Ember).
Рубака любит своё племя с удивительной силой и преданностью и отличается от своих предшественников тем, что не боится изменений. Именно он на протяжении всей Саги был движущей силой Поисков. Рубака и Лита стали родителями близнецов — Солнечного Луча и Искры, что является уникальным случаем для эльфов, доказывая великую значимость Предназначения.
После решения отправиться искать других эльфов, чтобы объединить их против общего врага — людей, Рубака получил прозвище Рубака-Искатель (англ. Cutter Kinseeker).
Звездочёт (Skywise)
Звездочёт — что-то вроде астронома Волчьих Всадников. Небо постоянно манит его, и он может часами увлечённо рассматривать звёзды. Ко всему прочему Звездочёт — непревзойдённый казанова, способный заполучить любую эльфийку, не прикладывая к этому особых усилий. Он — лучший друг Рубаки, его брат «во всём, кроме крови».
Самое ценное сокровище Звездочёта — магнетит (lodestone), кусочек камня, который он заполучил в пещерах троллей, когда Волчьи Всадники спасались от пожара. Магнетит стал талисманом Звездочёта и всех Волчьих Всадников, указав им путь сквозь пески пустыни к Концу Горестей, и впоследствии не раз помогал эльфам в пути.
Звездочёт провёл семь золотых лет в Конце Горестей, наслаждаясь прелестями Раффель (Ruffel), Малиин (Maleen), Вурды (Vurdah) и других эльфиек, однако когда Рубака отправился на поиски других племён эльфов, он пошёл вместе с ним.
После войны он сперва хотел остаться во Дворце Высших (Palace of the High Ones), потому что он был «так близко к звёздам», но вскоре догнал ушедших Волчьих Всадников, объясняя своё решение тем, что во Дворце не было окон.
Сумеречная (Nightfall — также Ночная Птица)
Спутница в любви Рыжего Дротика.
Наравне со Звездочётом, она — лучший друг и защитник Рубаки. Одна из самых умелых охотников племени, точно поражает цель и умеет обращаться со многими видами оружия. Несмотря на образ суровой и мужественной охотницы, она совсем не мстительна и не вспыльчивая. Она очень заботится о тех, кто ей дорог, и способна ради них на многое.
Сумеречная и Рыжий Дротик стали спутниками жизни очень давно, хотя и не были предназначены друг другу. Но их любовь, возможно, даже сильнее уз предназначения. Когда Рыжий Дротик был вынужден остаться в пустыне из-за тяжёлых ранений, Сумеречная решила остаться вместе с ним, а не идти дальше с племенем, хотя и понимала, что может умереть.
Сумеречная очень дружна с Литой, испытывая к ней глубокую благодарность за то, что Лита исцелила Рыжего Дротика.
Рыжий Дротик (Redlance)
Рыжий Дротик был смертельно ранен, когда охотился в одиночку в лесу и был захвачен людьми. В последнюю минуту его спасли Рубака и его племя, но он бы умер от внутреннего кровотечения, если бы его не исцелила Лита. Рыжий Дротик — один из самых мягких и добросердечных Всадников.
В Конце Горестей в Рыжем Дротике проснулись способности Древотворца (Treeshaper) — гены его деда. Когда племя Волчьих Всадников вернулось в Запретную Рощу (Forbidden Grove), Рыжий Дротик вырастил там новый холт.
Комель (Treestump)
Брат Листика (Joyleaf); спутник жизни Ручья (Rillfisher), а впоследствии — Чистой Воды (Clearbrook); отец Росинки.
Комель — старший из ныне живущих Волчьих Всадников и заменяет им вождя, когда Рубака отсутствует. Более тысячи лет жизни согласно Пути дали Комелю неисчерпаемую мудрость, позволяя ему оставаться спокойным даже перед лицом большой опасности. Он — кто-то вроде отца для всего племени.
Росинка (Dewshine)
Дочь Комля и Ручья; спутница в любви Следопыта.
Росинка грациозна и легка как олень и у неё наверняка самый свободолюбивый дух из всех Волчьих Всадников.
Ещё до того, как люди сожгли холт Великого Древа, Росинка и Следопыт стали любовниками, а затем и спутниками жизни. Они не были предназначены, но Росинка говорила, что любовь для неё гораздо приятнее предназначения. И в её случае это действительно так: она «запечатлела» Тилдака, эльфа-птицу, совершенно неожиданно для неё самой. В отчаянии, Росинка чувствовала, что если признает это предназначение, то предаст своё племя, и пыталась ему противостоять, хотя это причиняло ей невыносимые страдания. Но когда Следопыт пообещал ей, что будет настоящим отцом для их ребёнка и будет любить его, несмотря ни на что, ведь этот ребенок — часть самой Росинки, она смирилась, понимая, что это — единственный путь освободить себя от уз предназначения.
Когда эльфы начали войну с троллями, Росинка, будучи беременной, всё равно участвовала в бою.
Следопыт (Scouter)
Сын Одноглазого и Чистой Воды; спутник в любви Росинки.
У Следопыта самые острые глаза среди всех Волчьих Всадников, предмет его особой гордости. В начале Саги он изображён совершенным мальчишкой, к концу явственно видно его глубокое моральное и психологическое взросление. Он твёрд в своём характере, лоялен и часто чрезмерно заботлив.
Когда тролли атаковали Волчьих Всадников, отец Следопыта был убит. Ярости Следопыта не было предела и во время войны он сражался с огромной ненавистью и отчаянием, как и его мать Чистая Вода.
Одноглазый (One-Eye)
Спутник жизни Чистой Воды; отец Следопыта.
Одноглазый был бесстрашен в бою и мог пойти на что угодно ради спасения своей семьи.
Был убит одним из троллей во время их поединка с Всадниками. Волк Следопыта был остановлен троллем, и Одноглазый поспешил на помощь своему сыну, но пропустил смертельный удар. Он был глубоко без сознания и не смог ответить на вещание Чистой Воды. Однако когда его душа начала покидать тело, он был укрыт в коконе хранителей. Это привело к тому, что он оказался пойманным на грани смерти.
Много дней спустя в пещерах троллей, куда его тело было перенесено, Лита почувствовала, что душа Одноглазого всё ещё находится в его теле, и попыталась его исцелить. Но она потерпела неудачу: тело его осталось жить, но душа покинула его. Чистая Вода надеялась, что душа Одноглазого ещё сможет вернуться в тело, и он был вновь помещён в кокон, хранившийся во Дворце.
Чистая вода (Clearbrook)
Спутница жизни Одноглазого и Комеля (после смерти первого); мать безымянной дочери и Следопыта.
Спокойная, вдумчивая, всегда тщательно подбирающая слова Чистая Вода — самая старшая женщина Лесных Всадников. Её тихий совет старшины никогда не пропускается мимо ушей. После смерти во время Первого поиска своего спутника жизни, Одноглазого, она превратилась в жестокого и мстительного воина. На мгновение надежда вновь вспыхнула в ней, когда Лита отчаянно пыталась исцелить Одноглазого, но он всё равно умер. Потребовалось много времени, чтобы заживить душевные раны Чистой Воды и укротить её тоску по Одноглазому. Но наконец она стала свободна от старых мук и смогла принять предложение Комеля. Столкновение её с Двугранным имело положительное значение: её здравый ум и нежная природа возобладали, и она смогла простить троллей. Чистая Вода имела по крайней мере двух детей, Следопыта и некую безымянную дочь.
Лучник (Strongbow)
Спутник жизни Лунной Тени; отец Копья (Dart).
Лучник — великолепный стрелок. Ни у кого нет того мастерства и точности попадания в цель, что есть у него. Лучник редко улыбается и всегда серьёзен. Он «вещает» много лучше всех Волчьих Всадников, и поэтому он почти всегда молчит. Услышать его голос можно лишь тогда, когда его переполняют эмоции или ему приходится общаться с кем-либо, кто лишён способности «вещать». Лучник очень консервативен и почти никогда не отступает от Пути. Его очень сложно переубедить, и это много раз приводило его к конфликту с Рубакой. Они даже вступили однажды в поединок, но Лучник проиграл своему вождю.
Лучник полностью предан своей спутнице жизни и бесконечно горд за своего сына.
Лунная Тень (Moonshade — также Лунный Свет)
Спутница жизни Лучника; мать Копья.
Лунная Тень — кожевница и старейшина племени Волчьих Всадников. Как и Лучник, она очень консервативна. Поэтому всё новое она чаще всего воспринимает с опаской и подозрительностью.
Лунная Тень очень сильно привязана к своему спутнику жизни. Даже если она считает, что он неправ, всё равно поддержит его и примет его сторону.
Когда Всадники вслед за Рубакой покинули Конец Горестей, она оставила сына (понимая, что там он нужен больше всего), а сама отправилась вслед за мужем. Мать троих детей — Месяца (убита людьми), Копья и Затейницы.
Пика (Pike)
У Пики очень простой характер — его мало волнует что-то ещё, кроме его излюбленных пьяных ягод, которые он поглощает при каждой возможности. Всю свою жизнь Пика плыл по течению, никогда особенно не напрягаясь. Ему пришлась по душе жизнь в Конце Горестей, впрочем, во многом благодаря тому, что он захватил туда семена пьяных ягод.
Когда же Волчьи Всадники последовали назад в лес, он, также нисколько не возражая, отправился с ними.
Песня Дождя (Rainsong — также Капель)
Спутница жизни Древесного Листа; мать Новой Звезды (Newstar), Крыла (Wing) и Целителя (Mender).
Песня Дождя стала матерью троих детей — небывалое по эльфийским меркам число. Тихая и спокойная, полностью преданная своей семье мать. Песня Дождя осталась жить в Конце Горестей после того, как был сожжён холт Волчьих Всадников.
Древесный Лист (Woodlock — также Тополь)
Его редко можно было увидеть охотящимся, чаще всего он заботился и защищал тех, кто оставался в холте.
Хотя Древесный Лист и был рождён в племени Волчьих Всадников, после того, как племя пришло в Конец Горестей, он решил жить среди Солнечных Эльфов вместе со своей спутницей жизни.
Лита (Leetah)
Дочь Осязающего Солнце и Торы (Toorah); сестра Шеншен (Shenshen); спутница жизни Рубаки; мать Искры и Солнечного Луча.
Лита вела спокойную и безопасную жизнь в деревне Солнечных Эльфов, охраняемая любовью семьи и друзей.
В течение 600 лет она была любовницей Рэйека, который, однако, относился гораздо более серьёзно к их отношениям и считал, что они должны быть спутниками жизни, как единственные обладатели магических способностей. Однако Лита считала, что он ведёт себя слишком по-собственнически, и долгое время не давала ему ответа.
Поначалу Лита яростно сопротивлялась Предназначению, как и всему, что она не может контролировать, но в конце концов поняла, что, соединившись с Рубакой, не потеряет свою свободу, и покорилась судьбе.
Когда Рубака решил отправиться на поиски других племён эльфов, чтобы сплотить их перед лицом возможной опасности (людей), Лита осталась в своей деревне. Она объяснила это тем, что её племя просто не сможет жить без целителя и что год отсутствия Рубаки для неё совсем не долгий срок. Но на самом деле она просто боялась вновь оказаться лицом к лицу с чем-то новым и незнакомым для неё. Когда же выяснилось, что Рубаке угрожает неведомая опасность, Лита всё же решилась отправиться на поиски своего спутника жизни.
Сава (Savah)
Сава — одна из самых старых ныне живущих эльфов и самая старая из Солнечных Эльфов, также родоначальница всего их племени и основательница Конца Горестей. Они называют её Мать Памяти (Mother of Memory).
Сава — спокойная, мудрая наставница. Она была учителем многих эльфов, обладающих магическими способностями, среди них — Рэйек и Солнечный Луч. Сава никогда не спит, но обладает способностью астрального проецирования и иногда «выходит» из своего тела в поиске знаний, способных помочь эльфам. Как Мать Памяти, она хранит всю историю своего племени и является духовным лидером своего народа.
Осязающий Солнце (Sun-Toucher)
Осязающий Солнце, после Савы — самый почитаемый эльф в Конце Горестей. Он — лидер Солнечных Эльфов, правитель, отвечающий за проведение всевозможных мероприятий.
Осязающий Солнце потерял своё зрение из-за своей привычки долго смотреть на дневное светило. Возможно, Лита могла бы исцелить его, но он никогда на просил её об этом, ведь с утратой зрения он обрёл другое, «внутреннее» зрение. Осязающий Солнце провёл всю свою жизнь в Конце Горестей, следя за солнцем и советуя своим соплеменникам, когда лучше сажать и собирать урожай. Он мудр, и каждый может обратиться к нему за советом.
Рэйек (Rayek)
Позиции Рэйека как лучшего охотника и защитника деревни Солнечных Эльфов пошатнулись с приходом Рубаки, но самый сильный удар по Рэйеку нанесло Предназначение, испытанное молодым вождём Волчьих Всадников и Литой. Рэйек видел в Рубаке лишь неотёсанного варвара, совершенно недостойного такой почести, и он ревновал её к нему. В результате Рэйек вызвал Рубаку на поединок и проиграл. Не в состоянии вынести такого позора, он ушёл из деревни, столько лет служившей ему домом.
В тоннелях троллей Рэйек совершенно случайно нашёл Экуара (Ekuar), плененного эльфа-камнетворца. Движимый жалостью, Рэйек вызволил его из плена, и с тех пор эти двое никогда не расстаются, путешествуя вместе и даря друг другу необходимую поддержку. Экуар стал наставником Рэйека, обучая того развивать свои магические способности.
Когда тролли Серой Шкуры (Greymung) были разгромлены и захвачены троллями из Ледяных Гор (Frozen Mountain Trolls), Рэйек и Экуар последовали за ними на безопасном расстоянии, надеясь найти Дворец Высших, но по ошибке оказались на другой стороне гор и нашли племя Вернувшихся. Рэйек стал любовником Кави, предводительницы этого племени эльфов, и несколько лет оставался вместе с ними. Но в горах неожиданно появились Всадники вместе с Литой, и началась война эльфов с троллями. Рэйек помогал эльфам во время войны и после победы остался во Дворце, изучая Свиток Цветов (Scroll of Colors).
Владыка Волл (Lord Voll)
Спутник жизни Уинноуил.
Один из самых старых эльфов мира Двух Лун, возможно, является одним из Высших. Лорд Волл — старейшина Парящих, большей частью просто наблюдающий за своей общиной, медленно и неуклонно разрушающей саму себя. Лорд Волл стар и устал, долгое время не наблюдая Предназначения и, соответственно, рождения новых эльфов, он потерял веру в будущее народа эльфов. Вера лорда была восстановлена только, когда он встретился с детьми Рубаки. Из любви к эльфам в целом способен на жестокие поступки.
Винноуил (Winnowill)
Спутница жизни Лорда Волла, мать Двугранного (Two-Edge).
Уинноуил и лорд Волл были предназначены друг другу, но со временем их любовь угасла, хотя лорд Волл остался единственным, кому Уинноувил не смеет лгать. Страдая от одиночества, Уинноуил начала развивать свои способности и научилась не только исцелять, но и менять физическую форму эльфов. Именно она изменила внешность Тилдака, дав ему крылья и исполнив его мечту воспарить к звёздам. Также она научилась приносить «вещанием» боль. Не желая каких-либо изменений, она усыпила внимание Лорда Волла и отослала всех хранителей в Запретную Рощу.
Неизвестно, каким образом она связалась с троллями, но в результате Уинноуил родила Двугранного — единственного полуэльфа-полутролля, впоследствии развязавшего войну с троллями.
Тилдак (Tyldak)
Предназначенный Росинке. Тилдак — единственный полуэльф-полуптица, результат эксперимента Уинноуил по изменению тела эльфов. Тилдак мечтал обладать даром летать и упросил Уинноуил помочь ему. Он невероятно благодарен ей и поэтому помогал Уинноуил во всех её начинаниях, даже когда был с ними несогласен. После того, как они с Росинкой запечатлели друг друга, пытался сопротивляться Предназначению, но, выяснив, что это невозможно, подарил Росинке ребёнка и отпустил её, понимая, что она предана Всадникам и Следопыту.
Кави (Kahvi)
Кави — предводительница племени Вернувшихся. Мудрая, сильная личность, настолько прагматична, что иногда кажется абсолютно бесчувственной. Даже когда её дочь погибла во время битвы, Кави не позволила себе ни малейшего проявления чувств.
Двугранный (Two-Edge — также Двуликий)
Сын Уинноуил и неизвестного тролля, Двугранный — единственный в мире полуэльф-полутролль. Двугранный — измученное, выжившее из ума существо, и этим он обязан своей матери. Он всё время мечется между двумя своими началами — эльфом и троллем, не зная, к кому себя отнести и что предпочесть.
Поэтому он постоянно плетёт интриги, чтобы выяснить, какая из его сторон сильнее. Интриги, порождающие целые войны.
Так, война за Дворец Высших была спровоцирована именно им, чтобы выяснить, кто победит — эльфы или тролли, и наконец определиться, кем же он является. Но замысел Двугранного пошёл прахом, потому что часть троллей объединилась с эльфами против других троллей. Одновременно Двугранный играет и со своей матерью. Он и любит, и ненавидит её, в своей игре то помогая Всадникам, то вредя им.
Двугранный — легендарный кузнец и учитель троллей, непревзойдённый по уровню мастерства.
Тиммэйн (Timmain)
Одна из Высших, праматерь Волчьих Всадников. Тиммэйн, Меняющаяся (Self-Shaper), была одной из немногих Высших, кто смог пользоваться магией в эфире нового враждебного мира. Наблюдая за жизнью двулунной планеты, она и её сородичи учились охотиться и выживать. Совершенствуя навыки выживания, Тиммэйн принимала множество форм, становясь частью природы, пока не предпочла форму волчицы как наиболее приспособленного вида и, передав все свои знания эльфам, присоединилась к стае волков. Вернулась она лишь однажды — чтобы передать эльфам своего сына, названного Тимморном Желтоглазым (Timmorn Yellow-Eyes), полуэльфа-полуволка, ставшего предводителем эльфов, нарёкших себя племенем Волчьих Всадников.

## Феномены вселенной

### Длина жизни
Большинство эльфов в сущности бессмертны, однако могут быть убиты в бою, а также погибнуть от болезни или в результате несчастного случая. Старейшая из известных эльфов, Тиммэйн, прожила по меньшей мере 20 000 лет по летоисчислению Мира Двух Лун (время присутствия эльфов на планете) и несчётное количество времени до её прибытия. Однако Волчьи Всадники со временем стареют и умираю из-за своей волчьей крови — факт, забытый за время вражды с людьми, когда смертность была очень высока. Неизвестно, как долго может прожить Волчий Всадник, но некоторые прожили и по три-три с половиной тысячелетия. Целитель может устранить эту черту, очистив кровь Всадника от волчьей, но не каждый пожелает уничтожить столь значительную часть себя. Таким образом, единственными «восстановленными» из Всадников являются Звездочёт, пожелавший этого в приступе отчаяния, и Ветер, чья кровь была очищена в младенчестве. Однако Солнечный Луч (впоследствии переименованный в Солнечного Ручья), несмотря на своё происхождение Волчьего Всадника, никогда не имел волчьей крови, так как его сестра-близнец Искра «призвала» всю волчью кровь себе ещё во чреве.
После смерти бессмертные духи эльфов освобождаются. Большинство отправляются во Дворец Высших, но потомки Тимморна Полуволка благодаря волчьей крови имеют выбор и могут предпочесть остаться, чтобы присматривать за своим народом. Согласно истории, только Всадники после смерти имеют этот выбор, тогда как остальные эльфы призываются в обитель предков независимо от желания.

## Тематика
Считается, что основной темой комикса является идея о том, что для индивидов и обществ полезнее будет принять перемены в жизни, чем отрицать их, получить преимущество от перемен ради общего блага.
Например, наиболее симпатичные эльфийские сообщества, — Волчьи Всадники и Солнечный Народ, — способные измениться перед лицом обстоятельств и возможностей. В противоположность им, наименее симпатичные эльфы, — Парящие и Вернувшиеся, — описаны как принадлежащие к необычайно консервативным культурам: Парящие одержимы защитой своего сообщества от внешнего «заражения», а Вернувшиеся посвятили себя отвоёвыванию прежнего идеала, представленного Дворцом, домом предков всех эльфов. Однако в своём фанатичном консерватизме и Парящие, и Вернувшиеся в результате изменились даже больше остальных племён, но не в положительную сторону, будь то бесплодный декаданс Парящих или же военная первобытность Вернувшихся.

## Магия
Многие эльфы обладают магическими силами. Большинство из них являются редкими талантами. Понятие включает в себя следующие способности (большинство из которых никогда не имели данных названий в самом комиксе).
- Вещание — способность обмениваться мыслями и чувствами с помощью телепатии. Умением обладают все эльфы, но некоторые племена используют её не так часто, как другие: Всадники вещают очень часто, тогда как Вернувшиеся — редко, а Солнечные Эльфы вещанием почти не пользуются. Всадники могут вещать своим волкам, но волки больше общаются с помощью образов, чем слов.
  - Чёрное вещание — вещание, направленное на причинение психической боли. Уинноуил — мастер чёрного вещания. Подобная атака может быть заблокирована целителем, при наличии физического контакта с жертвой, чтобы противостоять причиняемой боли.
  - Силовое вещание — вещание Лучника значительно мощнее большинства эльфов, что позволяет ему вещать на дальние расстояния и даже управлять более слабыми разумами.
  - Защита от вещания — умение блокировать вещание других. Венка проявила умение ещё в раннем возрасте.
- Сковывающий взгляд — способность парализовать животное или любое разумное существо посредством взгляда. Разновидность гипноза.
- Соединение с животными — способность создавать эмпатическую или телепатическую связь с животным. Все Волчьи Всадники способны связываться с волками и имеют особенно сильную связь с ними благодаря кровному родству. Однако способностью обладают и другие племена, например Парящие, связывающиеся с гигантскими птицами. Также некоторые эльфы способны контролировать сознание животного.
- Астральная проекция — способность «выходить» из тела и общаться с другими обладающими магией на бестелесном психическом уровне.
  - Силки разума — умение, которым обладают могущественные астральные проекторы, способность заключать других проекторов на астральном уровне, мешая им вернуться в свои тела.
- Пирокинез — порождение и контроль огня. Очень редкая способность. Среди Волчьих Всадников последним её обладателем (во времена второго вождя) был Зархан Быстрый Огонь. Предположительно одна из его неудачных попыток создать огонь образовала магическую заводь, породившую Шипящий Ужас. В новеллизациях и Сава, и Уинноуил обладают этой способностью, но Уинноуил никогда не проявляла её в самом комиксе. Сава демонстрировала её очень редко, например, лишь когда она зажигает фонари для ежегодного праздника Солнечной Деревни[1].
- Силовое поле — способность создавать магический барьер, позволяющий отражать магические атаки или физические объекты. Наиболее ярко её проявил Занти из Солнечных Эльфов на Новой Земле, когда он укрыл Крима и Скотта от падающей ветви, а также когда он удерживал башню Джуна от падения, чтобы спасти других.
- Телекинез — способность перемещать объекты.
- Парение — способность «летать», или левитировать, позволяющая эльфу парить на ветру. Сильные обладатели способности могут развивать высокую скорость и манёвренность перемещения. Тилдак из Парящих с помощью Уинноуил изменил структуру своего тела, сделав его подобным летучей мыши, чтобы летать по-настоящему, своими собственными силами. Парение является глубоко врождённым умением: Парящие Голубой Горы демонстрируют способность также и в бессознательном состоянии, во время сна или объединения. Следует заметить, что Рэйек в сущности не парит — скорее, использует мощный телекинез, чтобы перемещать себя в пространстве, в процессе чего ему недостаёт изящества.
- Исцеление — способность излечивать раны или болезни. Целители также могут «инвертировать» данное умение, то есть могут заставлять жертву испытывать мучительную боль, раздражая нервные окончания. Соответственно, наоборот, равной по силе стимуляцией целитель может вызвать ощущение чрезвычайного удовольствия, что может поразительно усилить сексуальные ощущения. Целители также могут с разным степенью успеха вызывать «запечатление». Вернувшиеся клеймили целителей стигмами (буквально лишая их возможности применять силу), считая, что при наличии целителей воины становятся беспечными и слабыми. Эльф может также излечить неэльфа (например, человека), но это, несомненно, гораздо сложнее, так как людские тела менее податливы.
  - Изменение плоти — данным умением обладают опытные целители. Заключается в способности манипулировать плотью и изменять её форму по собственному желанию. Умение может быть использовано в глобальном масштабе, как в случае с Тилдаком, либо же изменения могут быть не столь заметны — как очищение крови Всадников от волчьей.
  - Защита — способность ограждать кого-либо от магической атаки, используя силы целителя.
  - Изменение формы — способность принимать форму других живых существ (в некоторых случаях даже людей). Опытные целители могут изменять собственную плоть, например отращивать жабры, но в подобных случаях процесс значительно медленнее.
- Древотворение — способность выращивать и управлять растениями. Выдающимся талантом обладает Волчий Всадник Рыжий Дротик.
- Камнетворение — способность ваять и формовать камни. В целом не действует на очищенный металл (руда поддаётся изменению). Умение наиболее заметно было продемонстрировано Яйцом и Дверью Парящих и одним из перворождённых Высших — Экуаром.
- Чувство магии — способность ощущать применение магии другими, будь то в прошлом или в настоящем.

Также есть некоторые способности, которые эльфы приписывают семейным узам:
- Рубака, Лита и близнецы (Солнечный Луч и Искра) проявили возросшую силу (в отражении психической атаки Уинноуил и использовании вещания, чтобы побороть её) благодаря тому, что были вместе и действовали как команда (в Осаде Голубой Горы). Считается, что произошедшее имело место исключительно благодаря их родственной связи.
- Связь близнецов столь сильна, что никакие расстояния не могут противостоять ей. Связь включает в себя не только вещание, но и частично астральную проекцию. Близнецы способны общаться, даже будучи на противоположных сторонах планеты, и Солнечный Луч чувствовал эмоциональное смятение Искры без всякого физического контакта с её стороны.

Более того, знание имени души эльфа даёт власть над владельцем имени, чем напоминает Истинные Имена в серии «Земноморья» Урсулы Ле Гуин. Имя души даётся родителями ещё во чреве и открывается лишь предназначенному в момент «запечатления». Или же если эльф решает раскрыть своё имя по собственному желанию, но такое происходит крайне редко, так как знание имени души делает его владельца чрезвычайно уязвимым (подобный случай произошёл с Росинкой, которая раскрыла своё имя души предназначенной паре Тайлит и Следопыту, таким образом став их спутницей жизни; а также с Рыжим Дротиком и Сумеречной перед битвой за Дворец). В то время, когда Волчьи Всадники были в Голубой Горе, Уинноуил мешала Росинке покинуть гору, используя её имя души в форме некоего контроля разума. Уинноуил узнала имя Росинки, следя за Тилдаком, незадолго до этого «распознавшем» Всадницу (хотя они оба этого очень не желали). Только Волчьи Всадники и Вернувшиеся имеют имена души: как сказала Лита в Книге Первой, это объясняется тем, что другие племена не умеют вещать и посему не нуждаются в защите своего внутреннего мира секретным именем. И хотя другие племена иногда вспоминают о своей способности вещать, фактически они не используют имена души.

## Отношения

### Рождаемость
Поскольку продолжительность жизни эльфов чрезвычайно высока, они обладают очень низким уровнем рождаемости. В стабильных и мирных эльфийских сообществах, таких как Солнечные эльфы или Парящие, в течение длительных периодов практически отсутствует смертность и, соответственно, рождаемость, тогда как Волчьи Всадники и Вернувшиеся, веками находящиеся в состоянии войны с людьми и троллями, имеют более высокий уровень рождаемости, нужный для стабилизации численности племени, но всё равно очень низкий по человеческим стандартам.
Эльфийский период беременности — около двух лет. Причина этого не вполне ясна, но подобное обстоятельство делает рождение событием, ожидаемым с небывалой радостью. Концепция нежеланного ребёнка среди эльфов просто немыслима.
Возможно, из-за низкого уровня рождаемости и отсутствия болезней, передающихся половым путём, секс большей частью воспринимается как психологический (например, как развлечение), а не репродуктивный процесс, и почти не имеет табу.

### Спутники любви и спутники жизни
Эльфов, имеющие любовные отношения с одним или более партнёром какого-либо пола (и то и другое весьма распространено), называют спутниками любви. Хотя подобные отношения не совсем похожи на супружеские, партнёры могут быть очень близки, и потеря спутника может быть очень тяжёлой душевной травмой.
Некоторые эльфы выбирают партнёра (обычно противоположного пола) на всю жизнь, и становятся спутниками жизни. Среди эльфов это наиболее близкий эквивалент человеческой концепции брака. Однако, ничто не препятствует одному или обоим спутникам в паре иметь ещё одного спутника любви (независимо от пола), пока нет возражений со стороны партнёра. Тогда как спутники жизни обычно обмениваются именами души, спутники любви такого не делают.
Эльфы могут быть сексуально свободными, но остаются эмоционально верными своему спутнику жизни.
Подобные соглашения обычно устанавливаются очень легко, тем более что понятия собственничества и зависти эльфам неведомы. Свобода и независимость были главными проблемами для Литы, пока она мучительно решала, начинать ли отношения с Рубакой; Сава помогла ей осознать, что Волчьи Всадники также ценят свободу. По словам Савы, обычно зов предназначения превращается для пары в глубокую взаимную любовь, до такой степени сильную, что позже Лита говорит Рэйеку: «Он [Рубака] был моей ДУШОЙ!»

### Предназначение (Recognition)
Среди эльфов существует феномен, называемый запечатлением, или предназначением (дословно — «узнавание», «распознавание»). Когда два эльфа противоположного пола имеют высокую совместимость качеств (генов) для производства потомства, они испытывают неожиданную и почти непреодолимую тягу соединиться. Запечатление приводит к появлению потомка и зачастую предназначенные становятся спутниками жизни. Переживающий запечатление Волчий Всадник непроизвольно вещает своё имя души своему предназначенному. Этот процесс описан фразой «встречаются взоры, встречаются души» (soul meets soul when eyes meet eyes).
Запечатление является абсолютно неконтролируемым принудительным явлением, не зависящим от каких-либо отношений. Это может вызвать значительные противоречия между предназначенными. Хотя запечатление не обязует формирования длительных отношений, они довольно часты. В значительной степени это происходит из-за знания имени души другого, что удаляет любые барьеры и равноценно знанию всего об эльфе. Как правило, даже если не возникает длительных отношений, появляется глубокое взаимное уважение. Некоторые эльфы пытались противостоять предназначению, но это только вызывает сильный физический и психологический стресс. Однако Ричард Пини заявил, что несвершённое предназначение не является летальным.
Цель предназначения в том, чтобы произвести здоровое потомство, обладающее достоинствами, унаследованными от родителей, и выраженными в максимальной форме. И какой бы эмоциональный протест это не вызывало, все эльфы признают, что все дети, зачатые в предназначении, обладают большими физическими, ментальными и магическими способностями. Например, дети Рубаки и Литы, Солнечный Луч и Искра соответственно обладают значительным магическим потенциалом и физической силой. Для взрослых эльфов предназначение также не является наказанием, но несёт больше положительного.
Вероятно, наиболее странное «запечатление», описанное Венди и Ричардом Пини в «Новом Издании Волчьего Всадника» (Wolfrider! The Newer edition), произошло между Рубакой и Звездочётом. После того, как Рубака пробыл в рабстве троллей в течение целого года, Звездочёт выкупил его свободу, что невероятно разозлило Рубаку (он стал рабом по собственной воле, в качестве извинения за вторжение и попытку воровства и хотел заслужить уважение троллей), и напряжение, вызванное между ними заставило их вещать свои имена души во время боя. Они назвали друг друга «братьями во всём, кроме крови» и с тех пор способны даже чувствовать боль друг друга.

### Оргия Вернувшихся
Среди Вернувшихся существует ещё одна форма отношений: оргия. В сообществе Вернувшихся в бою принимают участие оба пола. Таким образом ночь перед боем предшествуется бешеным Танцем с последующей групповой сексуальной активностью. Частично цель действа в том, чтобы отпраздновать Жизнь перед тем, как рискнуть ею в битве, и частично — чтобы дать племени шанс на восстановление численности. Также, что касается воспроизводства, основатели племени превознесли количество над качеством, и таким образом влияние Запечатления значительно снизилось, дабы позволить больше зачатий.

## Музыка
В 1987 Off Centaur Publications выпустила A Wolfrider’s Reflections: Songs of Elfquest (Мысли Волчьего Всадника: Песни Эльфийских Поисков), коллекцию композиций, посвященных некоторым персонажам. Почти все песни исполнила Julia Ecklar.
- The Tribe: Children of the Fall / Племя: Дети Заката. Слова и музыка: Cynthia McQuillan
- Fun & Games / Медвежий Коготь: Веселье и Игры. Слова: Mercedes Lackey. Музыка: Leslie Fish
- Cutter: Tam’s Song / Рубака: Песня Тэма. Слова и музыка: Julia Ecklar
- Timmain: The Calling / Тиммэйн: Зов. Слова: Mercedes Lackey. Музыка: Leslie Fish
- Madcoil: Nightcrawler / Шипящий Ужас: Ползущий в Ночи. Слова: Mercedes Lackey. Музыка: Leslie Fish
- Pike: All About Berries / Пика: Все о Ягодах. Слова и музыка: Julia Ecklar
- Tyldak: Shadow Pact / Тилдак: Договор в Полумраке. Слова: Mercedes Lackey. Музыка: Leslie Fish
- Winnowill: Shades of Shadow / Уинноуилл: Оттенки Тени. Слова: Mercedes Lackey. Музыка: Leslie Fish
- Strongbow: The Confrontation / Лучник: Противостояние. Слова и музыка: Julia Ecklar
- Petalwing: The Remembering / Цветокрыл: Память. Слова и музыка: Julia Ecklar
- The Wolf Pack: Strange Blood / Волчья Стая: Странная Кровь. Слова и музыка: Leslie Fish
- Skywise: A Wolfrider’s Reflections / Звездочет: Мысли Волчьего Всадника. Слова и музыка: Julia Ecklar
- Picknose: True as Gold / Ковыряльщик: Искренне, как Золото. Слова и музыка: Cynthia McQuillan
- The Wolfriders: The Hunt / Волчьи Всадники: Охота. Слова: Mercedes Lackey. Музыка: Leslie Fish
- Two-Edge: Troll Hall / Двугранный: Зала Тролля. Слова и музыка: Leslie Fish
- Lord Voll: Marking Time / Лорд Волл: Бездействуя. Слова и музыка: Julia Ecklar
- The Lovers: Triangle / Возлюбленные: Треугольник. Слова: Mercedes Lackey. Музыка: Leslie Fish
- Leetah: Healer’s Hands / Лита: Руки Целителя. Слова и музыка: Julia Ecklar
- Kahvi: Marching Orders / Кави: Приказ о Выступлении. Слова и музыка: Leslie Fish
- Oddbit: Suitors / Причуда: Поклонники. Слова: Mercedes Lackey. Музыка: Leslie Fish
- Rayek: Pridefall / Рэйек: Поражение Гордости. Слова и музыка: Leslie Fish
- Catatonia County Rag / Розыгрыши Графства Кататонии. Слова и музыка: Julia Ecklar & Leslie Fish